# Nyctemera interlectum
Nyctemera interlectum är en fjärilsart som beskrevs av Butler 1881. Nyctemera interlectum ingår i släktet Nyctemera och familjen björnspinnare. Inga underarter finns listade i Catalogue of Life.